# Ludomy
Ludomy – wieś w Polsce, położona w województwie wielkopolskim, w powiecie obornickim, w gminie Ryczywół, przy drodze wojewódzkiej nr 178.
W latach 1954–1971 wieś należała i była siedzibą władz gromady Ludomy, po jej zniesieniu w gromadzie Ryczywół. W latach 1975–1998 wieś administracyjnie należała do województwa pilskiego
| SIMC    | Nazwa `     | Rodzaj    |
| ------- | ----------- | --------- |
| 0529309 | Drzonek     | część wsi |
| 0529315 | Ludomki     | część wsi |
| 0529321 | Łaszczewiec | część wsi |

## Historia
Miejscowość stanowiła gniazdo rodowe Ludomskich herbu Łodzia. Pierwsza wzmianka o wsi pochodzi z 1389. Po 1510 miejscowość nabyli Grudzińscy, a następnie Lipscy - znaczący hodowcy owiec. W 1831 złożył tutaj wizytę Seweryn Goszczyński, zaproszony przez Ignacego Lipskiego. W 1856 majątek (7400 mórg) nabyła rodzina Nathusis. Pobyt i śmierć Karola Marcinkowskiego w pobliskiej Dąbrówce Ludomskiej upamiętniają: głaz z tablicą przy szkole (1992) i tablica na przedszkolu (1946). ].

## Pamiątki przeszłości
We wsi znajduje się kościół parafialny pw. św. Jana Chrzciciela, park zabytkowy (7,1 ha) z przełomu XVIII i XIX wieku ze stawem oraz kościół poewangelicki z 1910. Przy szkole rośnie lipa drobnolistna o obwodzie 350 cm.